# KTM-8
71-608 (potocznie nazywany KTM-8) — rosyjski wysokopodłogowy czteroosiowy wagon tramwajowy. Produkowany seryjnie w Ust-Katawskiej Fabryce Wagonów (UKWZ) w latach 1990–2007. Najliczniejszymi podtypami były wersje 71-608К i 71-608КМ.

## Konstrukcja
Wagony mają 15,25 m długości i 2,65 m szerokości. Każdy wagon waży 19,9 t. Tramwaje wyposażono w 4 silniki o mocy 50 kW każdy. W  tramwaju zastosowano układ drzwi 1+2+2+1. Maksymalną prędkością jaką mogą osiągnąć wagony to 75 km/h. W wagonie są 32 miejsca siedzące i 197 miejsc stojących.

## Eksploatacja
Tramwaje KTM-8 są następcami wagonów KTM-5. Pierwsze dwa prototypowe wagony zostały wyprodukowane w 1988 i następnie dostarczone do Tweru. W 1989 rozpoczęto produkcję seryjną modelu KTM-8K, którą zakończono w 1994 z 899 wyprodukowanymi wagonami. Od 1994 rozpoczęto produkcję nieco zmienionej wersji oznaczonej KTM-8KM. Produkcję tej odmiany zakończono w 2007 z 579 wyprodukowanymi wagonami. Łącznie wyprodukowano 1480 wagonów typu KTM-8, KTM-8K i KTM-8KM.

## Modyfikacje
- 71-608 — Dwa prototypy zbudowane w roku 1988.
- 71-608К — Produkowana w latach 1989–1995 w liczbie 901 sztuk.
- 71-608КМ (КТМ-8М) — Wersja produkowana w latach 1994–2007, w liczbie 578 sztuk.
- 71-611 — Wagon dla systemu szybkiego tramwaju, wyposażony w 3 pary drzwi po obu stronach i w możliwość zestawiania w składy do 4 wagonów (doczepy – typ 71-611П). Produkcja w latach 1992–1995 dla miast Wołgograd i Krzywy Róg. (10 wagonów))
- 71-611П — Doczepa czynna bez kabiny motorniczego. Wyprodukowano 3 sztuki dla miasta Krzywy Róg.
- 71-615 — Wąskotorowa wersja 71-608КМ dla miasta Piatigorsk. Wyprodukowano 11 sztuk w latach 1995—1997.
- 71-617 — Wersja dla nauki jazdy, z dwumiejscową kabiną motorniczego. Wyprodukowana dla Moskwy Wyprodukowano 12 sztuk w latach 1994-99.